# Igreja de Hörsne
A Igreja de Hörsne (em sueco: Hörsne kyrka) é uma igreja luterana medieval em Hörsne kyrka, na ilha sueca de Gotlândia, que pertence a Diocese de Visby.

## História
A primeira igreja de pedra começou a ser construída durante o século XII em um estilo românico. Porém, a parte mais antiga da igreja presentemente visível é a torre, que data da primeira metade do século XIII. O resto da igreja românica acabou indo para baixo e substituída por um edifício principal gótico. Assim, o coro e a sacristia datam do final do século XIII, enquanto a nave foi construída durante o início do século XIV. Quando a nave foi construída, o coro também foi modestamente "modernizado" pela inserção da janela leste presentemente visível. Os planos originais provavelmente pretendia, eventualmente, substituir a comparativamente pequena torre por uma torre de igreja mais proporcional e gótica.
A igreja mantém muito do seu carácter medieval. A restauração foi realizada em 1937.

## Arquitetura
A igreja tem dois portais notavelmente esculpidos. O portal do coro é esculpido a folhagem e contém algumas figuras: dois peixes e um leão. O portal principal é coroado por uma escultura do arcanjo Miguel empunhando um clube e carregando um escudo, sentado no gablete. Por baixo, os capiteis são profusamente esculpidos com as cenas do apocalipse. Outros capiteis são decorados com ornamentação a folhagem. Ambos os portais podem ter sido feitos pelo chamado Mestre Egypticus, um localmente ativo escultor de pedra anônimo. Algumas das janelas da igreja exibem pinturas de vitrais originais, exibindo motivos arquitetônicos, folhagem e uma representação de São Bartolomeu. As peças-de-altar da igreja é uma mistura curiosa entre esculturas de madeira góticas, evidentemente, decorrente de peças-de-altar anterior ao século XIV, incorporado a um altar barroco de 1701. A igreja também tem uma cruz triunfal notável, onde a figura de Jesus é do século XV. Os bancos,
púlpito e a pia baptismal são todos do século XVII e XVIII.